# Dorylomorpha spinosa
Dorylomorpha spinosa is een vliegensoort uit de familie van de oogkopvliegen (Pipunculidae). De wetenschappelijke naam van de soort is voor het eerst geldig gepubliceerd in 1979 door Albrecht.